# Mike Deodato Jr.
Pour les articles homonymes, voir Deodato.
Mike Deodato Jr., de son vrai nom Deodato Taumaturgo Borges Filho, né le 23 mai 1963 à Campina Grande, est un dessinateur de comics brésilien.

## Œuvre
- Dark Avengers, scénario de Matt Fraction et Brian Michael Bendis, dessins de Mike Deodato Jr., Terry Dodson, Will Conrad et Luke Ross, Panini Comics, collection Marvel Deluxe
  1. Les Vengeurs noirs, 2012  (ISBN 978-2-8094-2354-9)
  2. L'Homme-molécule, 2013  (ISBN 978-2-8094-2819-3)
- Dark Reign, Panini Comics, collection Marvel Comics
  1.  Vengeurs Noirs - Secret Warriors - Thunderbolts, scénario de Brian Michael Bendis, dessins de Mike Deodato Jr., 2009  (ISBN 978-2-85036-624-6)
  2.  Magnum opus, scénario de Brian Michael Bendis, Daniel Way, Andy Diggle et Brian Hickman, dessins de Mike Deodato Jr., Paco Medina, Bong Dazo et Stefano Caselli, 2010  (ISBN 978-2-8094-1180-5)
  3.  Frères de sang, scénario de Jonathan Hickman, Rick Remender, Brian Michael Bendis et Karl Kesel, dessins de Mike Mayhew, Alessandro Vitti, Mahmud A. Asrar et Mike Deodato Jr., 2010  (ISBN 978-2-8094-1637-4)
  4.  Dommages collatéraux, scénario de Brian Michael Bendis, Jeff Parker et Jonathan Hickman, dessins de Mike Mayhew, Miguel Sepulveda, Sergio Ariño et Stefano Caselli, 2010  (ISBN 978-2-8094-1695-4)
  5. Le Réveil de la bête, scénario de Jonathan Hickman et Brian Michael Bendis, dessins de Stefano Caselli, Christopher Bachalo et Mike Deodato Jr., 2010
  6. L'Équipée sauvage, scénario de Brian Michael Bendis, dessins de Mike Deodato Jr., 2010  (ISBN 978-2-8094-1767-8)
  7. La chute, scénario de Jonathan Hickman, Jeff Parker et Brian Michael Bendis, dessins de Wellington Alves, Miguel Sepulveda, Gianluca Gugliotta et Mike Deodato Jr., 2011  (ISBN 978-2-8094-1781-4)
- Hulk, Marvel France, collection 100% Marvel
  1.  Abominable, scénario de Bruce Jones, dessins de Mike Deodato Jr., 2004  (ISBN 2-84538-415-7)
- Hulk, Marvel France, collection Marvel Monster Edition
  1. Montée en puissance, scénario de Bruce Jones, dessins de Mike Deodato Jr. et Leandro Fernández, 2005  (ISBN 2-84538-535-8)
- Hulk, Marvel France
  1.  Hulk 37, scénario de Peter David, dessins de Mike Deodato Jr., 1998
  2.  Hulk se met en chasse, scénario de Peter David, dessins de Mike Deodato Jr., 1998
- Iron Man, scénario de Matt Fraction, Panini Comics
  1. Démon, co-scénario de Brian Michael Bendis et Jonathan Hickman, dessins de Carmine Di Giandomenico, Mike Deodato Jr. et Salvador Larroca, 2012  (ISBN 978-2-8094-2683-0)
  2. À Jamais, scénario et dessins collectifs, 2012  (ISBN 978-2-8094-2770-7)
  3.  Un pas en avant, scénario et dessins collectifs, 2012  (ISBN 978-2-8094-2913-8)
  4.  Inertie, scénario et dessins collectifs, 2013  (ISBN 978-2-8094-2970-1)
  5. Le Futur, co-scénario de Brian Michael Bendis et Jonathan Hickman, dessins de Nick Dragotta, Giuseppe Camuncoli, Mike Deodato Jr. et Salvador Larroca, 2013  (ISBN 978-2-8094-3216-9)
  6. Le Dieu Vaisseau, scénario et dessins collectifs, 2013  (ISBN 978-2-8094-3235-0)
- Marvel Icons, scénario de Brian Michael Bendis, Panini Comics, collection Marvel Comics
  1.  Le Pacte de Fatalis, dessins de Mike Deodato Jr., 2012  (ISBN 978-2-8094-2387-7)
  2. Fear itself (2), dessins de Mike Deodato Jr., 2012  (ISBN 978-2-8094-2531-4)
  3. Osborn, le retour !, dessins de Mike Deodato Jr., 2012  (ISBN 978-2-8094-2545-1)
  4. Ascension, co-scénario de Matt Fraction et Jonathan Hickman, dessins de Mike Deodato Jr., Steve Epting, Barry Kitson, Will Conrad et Salvador Larroca, 2012  (ISBN 978-2-8094-2580-2)
- Marvel Icons Hors Série, 
  1.  Comment j'ai gagné la guerre, scénario de Matt Fraction, dessins de Mike Deodato Jr. et Ariel Olivetti, 2007
- Marvel Stars, Panini Comics, collection Marvel Kiosque
  1. Histoires secrètes, scénario de Jeff Parker, Ed Brubaker, Jonathan Hickman, Greg Pak, dessins de Kev Walker, Paul Pelletier, Alessandro Vitti et Mike Deodato Jr., 2011  (ISBN 978-2-8094-1834-7)
  2.  Perfection, scénario de Jeff Parker, Ed Brubaker, Jonathan Hickman, Greg Pak, dessins de Kevin Walker, Paul Pelletier, Alessandro Vitti et Mike Deodato Jr., 2011  (ISBN 978-2-8094-1967-2)
  3. Libre, scénario et dessins collectifs, 2011  (ISBN 978-2-8094-2089-0)
  4.  Les Retrouvailles, scénario d'Ed Brubaker et Jonathan Hickman, dessins d'Alessandro Vitti, Will Conrad et Mike Deodato Jr., 2011  (ISBN 978-2-8094-2193-4)
  5. Renaissance, scénario et dessins collectifs, 2011  (ISBN 978-2-8094-2218-4)
- Marvel Stars Hors Série,
  1.  Goulag, scénario d'Ed Brubaker, dessins de Mike Deodato Jr., Chris Samnee, Stefano Gaudiano et Butch Guice, 2012  (ISBN 978-2-8094-2323-5)
- The New Avengers, Panini Comics, collection Marvel Deluxe
  1.  Révolution, scénario de Brian Michael Bendis, dessins d'Alex Maleev, Leinil Francis Yu, Steve McNiven et Mike Deodato Jr., 2010  (ISBN 978-2-8094-1226-0)
- Ultimate, Marvel France, collection Ultimate
  1.  Un retour inattendu, scénario de Charlie Huston, dessins de Mike Deodato Jr., 2007